# Biegi narciarskie na Mistrzostwach Świata w Narciarstwie Klasycznym 1987
Zawody w biegach narciarskich na XXIII Mistrzostwach świata w narciarstwie klasycznym odbyły się w dniach 11 lutego – 21 lutego 1987 w niemieckim Oberstdorfie.

## Wyniki zawodów

### Mężczyźni

#### 15 km techniką klasyczną
- Data 15 lutego 1987

| Medal | Zawodnik                | Narodowość | Wynik   |
| ----- | ----------------------- | ---------- | ------- |
|       | Marco Albarello         | Włochy     | 43:01,8 |
|       | Thomas Wassberg         | Szwecja    | 43:08,6 |
|       | Michaił Diewiatjarow    | ZSRR       | 43:09,6 |
| 4     | Pål Gunnar Mikkelsplass | Norwegia   | 43:12,4 |
| 5     | Władimir Smirnow        | ZSRR       | 43:24,6 |
| 6     | Vegard Ulvang           | Norwegia   | 43:29,5 |
| 7     | Giorgio Vanzetta        | Włochy     | 43:38,2 |
| 8     | Aleksandr Batiuk        | ZSRR       | 43:41,2 |
| 9     | Jari Laukkanen          | Finlandia  | 43:52,1 |
| 10    | Jurij Burłakow          | ZSRR       | 43:54,2 |

#### 30 km techniką klasyczną
- Data 12 lutego 1987

| Medal | Zawodnik                | Narodowość | Wynik     |
| ----- | ----------------------- | ---------- | --------- |
|       | Thomas Wassberg         | Szwecja    | 1:24:30,1 |
|       | Aki Karvonen            | Finlandia  | 1:26:24,0 |
|       | Christer Majbäck        | Szwecja    | 1:26:55,0 |
| 4     | Harri Kirvesniemi       | Finlandia  | 1:27:18,7 |
| 5     | Vegard Ulvang           | Norwegia   | 1:27:55,2 |
| 6     | Terje Langli            | Norwegia   | 1:28:06,0 |
| 7     | Gunde Svan              | Szwecja    | 1:29:17,3 |
| 8     | Pål Gunnar Mikkelsplass | Norwegia   | 1:29:19,3 |
| 9     | Giorgio Vanzetta        | Włochy     | 1:29:58,0 |
| 10    | Kari Ristanen           | Finlandia  | 1:30:16,3 |

#### 50 km techniką dowolną
- Data 21 lutego 1987

| Medal | Zawodnik             | Narodowość     | Wynik     |
| ----- | -------------------- | -------------- | --------- |
|       | Maurilio De Zolt     | Włochy         | 2:11:27,2 |
|       | Thomas Wassberg      | Szwecja        | 2:11:49,5 |
|       | Torgny Mogren        | Szwecja        | 2:12:51,1 |
| 4     | Andreas Grünenfelder | Szwajcaria     | 2:13:26,6 |
| 5     | Kari Ristanen        | Finlandia      | 2:15:10,7 |
| 6     | Władimir Sachnow     | ZSRR           | 2:15:19,6 |
| 7     | Vegard Ulvang        | Norwegia       | 2:15:30,7 |
| 8     | Albert Walder        | Włochy         | 2:15:33,1 |
| 9     | Ladislav Švanda      | Czechosłowacja | 2:17:20   |
| 10    | Jan Ottosson         | Szwecja        | 2:17:49   |

#### Sztafeta 4×10km
- Data 17 lutego 1987

| Medal | Zawodnik                                                                | Narodowość     | Wynik     |
| ----- | ----------------------------------------------------------------------- | -------------- | --------- |
|       | Erik Östlund Gunde Svan Thomas Wassberg Torgny Mogren                   | Szwecja        | 1:38:04,6 |
|       | Aleksandr Batiuk Władimir Smirnow Michaił Diewiatjarow Władimir Sachnow | ZSRR           | 1:38:30,9 |
|       | Ove Aunli Vegard Ulvang Pål Gunnar Mikkelsplass Terje Langli            | Norwegia       | 1:38:48,2 |
| 4     | Ladislav Švanda Miloš Bečvář Petr Lisičan Pavel Benc                    | Czechosłowacja | 1:39:55,3 |
| 5     | Albert Walder Giorgio Vanzetta Maurilio De Zolt Marco Albarello         | Włochy         | 1:40:01,0 |
| 6     | Jari Laukkanen Ari Hynninen Harri Kirvesniemi Kari Ristanen             | Finlandia      | 1:40:36,5 |
| 7     | Battista Bivisi Jeremias Wigger Giachem Guidon Andreas Grünenfelder     | Szwajcaria     | 1:40:43,0 |
| 8     | Yves Bilodeau Wayne Dustin Alain Masson Pierre Harvey                   | Kanada         | 1:41:27,2 |

Polska nie wystawiła sztafety męskiej.

### Kobiety

#### 5 km techniką klasyczną
- Data 16 lutego 1987

| Medal | Zawodnik            | Narodowość | Wynik   |
| ----- | ------------------- | ---------- | ------- |
|       | Marjo Matikainen    | Finlandia  | 14:45,7 |
|       | Anfisa Riezcowa     | ZSRR       | 14:49,3 |
|       | Evi Kratzer         | Szwajcaria | 14:52,5 |
| 4     | Raisa Smietanina    | ZSRR       | 14:54,7 |
| 5     | Anette Bøe          | Norwegia   | 15:02,5 |
| 6     | Britt Pettersen     | Norwegia   | 15:02,8 |
| 7     | Annika Dahlmann     | Szwecja    | 15:04,0 |
| 8     | Anne Jahren         | Norwegia   | 15:08,9 |
| 9     | Pirkko Määttä       | Finlandia  | 15:12,3 |
| 10    | Marianne Dahlmo     | Norwegia   | 15:21,0 |
| ...   |                     |            |         |
| 28    | Małgorzata Ruchała  | Polska     | ?       |
| 39    | Michalina Maciuszek | Polska     | ?       |

#### 10 km techniką klasyczną
- Data 13 lutego 1987

| Medal | Zawodnik            | Narodowość | Wynik   |
| ----- | ------------------- | ---------- | ------- |
|       | Anne Jahren         | Norwegia   | 31:49,5 |
|       | Marjo Matikainen    | Finlandia  | 31:50,3 |
|       | Brit Pettersen      | Norwegia   | 32:09,2 |
| 4     | Anfisa Riezcowa     | ZSRR       | 32:22,4 |
| 5     | Marianne Dahlmo     | Norwegia   | 32:25,5 |
| 6     | Nina Skeime         | Norwegia   | 32:32,5 |
| 7     | Larisa Pticyna      | ZSRR       | 32:35,8 |
| 8     | Pirkko Määttä       | Finlandia  | 32:38,2 |
| 9     | Raisa Smietanina    | ZSRR       | 32:50,0 |
| 10    | Evi Kratzer         | Szwajcaria | 33:00,8 |
| ...   |                     |            |         |
| 26    | Małgorzata Ruchała  | Polska     | ?       |
| 33    | Michalina Maciuszek | Polska     | ?       |

#### 20 km techniką dowolną
- Data 20 lutego 1987

| Medal | Zawodnik                | Narodowość | Wynik   |
| ----- | ----------------------- | ---------- | ------- |
|       | Marie-Helene Westin     | Szwecja    | 57:20,5 |
|       | Anfisa Riezcowa         | ZSRR       | 57:47,6 |
|       | Larisa Pticyna          | ZSRR       | 58:28,7 |
| 4     | Marjo Matikainen        | Finlandia  | 58:34,2 |
| 5     | Christina Gilli-Brügger | Szwajcaria | 58:38,8 |
| 6     | Anette Bøe              | Norwegia   | 58:39,9 |
| 7     | Guidina dal Sasso       | Włochy     | 58:50,7 |
| 8     | Anne Jahren             | Norwegia   | 58:51,7 |
| 9     | Antonina Ordina         | ZSRR       | 59:19,9 |
| 10    | Gaby Nestler            | NRD        | 59:23,4 |
| ...   |                         |            |         |
| 31    | Małgorzata Ruchała      | Polska     | ?       |
| 32    | Michalina Maciuszek     | Polska     | ?       |

#### Sztafeta 4×5km
- Data 17 lutego 1987

| Medal | Zawodnik                                                                      | Narodowość | Wynik     |
| ----- | ----------------------------------------------------------------------------- | ---------- | --------- |
|       | Antonina Ordina Nina Gawriluk Larisa Pticyna Anfisa Riezcowa                  | ZSRR       | 58:08,8   |
|       | Marianne Dahlmo Nina Skeime Anne Jahren Anette Bøe                            | Norwegia   | 58:46,1   |
|       | Magdalena Wallin Karin Lamberg-Skog Annika Dahlmann Marie-Helene Westin       | Szwecja    | 59:41,0   |
| 4     | Simone Greiner-Petter Susann Kuhfittig Gaby Nestler Simone Opitz              | NRD        | 59:46,5   |
| 5     | Bice Vanzetta Paola Pozzoni Elena Desideri Guidina Dal Sasso                  | Włochy     | 1:00:07,7 |
| 6     | Pirkko Määttä Jaana Savolainen Elja Hyytiainen Marjo Matikainen               | Finlandia  | 1:00:21,9 |
| 7     | Angela Schmidt-Foster Carol Gibson Lorna Sasseville Marie-Andree Masson       | Kanada     | 1:00:32,7 |
| 8     | Karin Thomas Marianne Irniger Christina Gilli-Brügger Evi Kratzer             | Szwajcaria | 1:00:35,6 |
| ...   |                                                                               |            |           |
| 11    | Katarzyna Popieluch Małgorzata Ruchała Jolanta Sokołowska Michalina Maciuszek | Polska     | 1:03:36,6 |

## Klasyfikacja medalowa dla konkurencji biegowych MŚ
| #  | Reprezentacja | Złoto | Srebro | Brąz | Razem |
| -- | ------------- | ----- | ------ | ---- | ----- |
| 1. | ZSRR          | 2     | 3      | 2    | 7     |
| 2. | Szwecja       | 2     | 2      | 3    | 7     |
| 3. | Włochy        | 2     | 0      | 0    | 2     |
| 4. | Finlandia     | 1     | 2      | 0    | 3     |
| 5. | Norwegia      | 1     | 1      | 2    | 4     |
| 6. | Szwajcaria    | 0     | 0      | 1    | 1     |